# 3 World Trade Center
3 World Trade Center (lub 175 Greenwich Street) – wieżowiec, znajdujący się w dzielnicy Lower Manhattan na Manhattanie w Nowym Jorku w Stanach Zjednoczonych. Jest on jednym z czterech biurowców nowego kompleksu World Trade Center (obok 1 World Trade Center, 2 World Trade Center i 4 World Trade Center), który powstał w miejscu kompleksu WTC zniszczonego w zamachach z 11 września. Budowa wieżowca rozpoczęła się w 2010 roku. Budynek miał uroczyste otwarcie wiosną 2018 roku.
Wieżowiec ma 104 kondygnacje, 352 metrów wysokości do dachu oraz 378 metrów wraz z iglicą. Na 281. metrze zaplanowana jest platforma obserwacyjna.
Wieżowiec zaprojektował architekt Richard Rogers. Został zwieńczony czterema trzydziestometrowymi iglicami, umieszczonymi w czterech rogach budynku.